# Скадиньш, Эрик
Э́рик Ска́диньш (латыш. Ēriks Skadiņš) — латвийский футболист, защитник, игрок национальной сборной Латвии.

## Карьера
Осенью 1922 года приезжий немецкий тренер заметил юного Эрика Скадиньша и определил его в пятую команду рижского «Униона», но вскоре, проявив себя, он начал играть в главной команде клуба. Он является самым преданным игроком «Униона», так как выступал в рядах клуба вплоть до его расформирования в 1939 году.

## Достижения
- Бронзовый призёр чемпионата Латвии: 1931.